# André Figueras
Pour la ville, voir Figueras.
André Figueras, né à Paris 7e le 8 janvier 1924 et mort à Paris 20e le 15 mars 2002, est un éditeur, écrivain et journaliste français connu pour son activité de pamphlétaire, engagé dans la Résistance en 1941.

## Biographie
Fils de Juan Figueras, fabriquant de vernis à Paris, et de Geneviève Mouton, André Figueras s'engage dès l'âge de 17 ans dans la résistance, en février 1941, faisant partie du réseau Défense de la France et sauve des Juifs de la déportation, leur fournissant notamment de faux papiers,. Il termine la guerre dans les commando-parachutistes de l'Armée d'Afrique. À ce double titre, il reçoit la croix de Guerre et la Médaille de la Résistance.

André Figueras sera toute sa vie un défenseur du maréchal Pétain et critique la tentative d'attribuer la responsabilité de la Shoah à la France et au chef de l'État français : 
« Il suffit de défigurer l'Histoire, en particulier contemporaine. De faire croire aux bons bougres notamment ceux qui ont été frappés dans leurs proches, que l'Allemagne, au fond, n'y était pas pour grand chose et que la véritable culpabilité dans le Génocide ou l'Holocauste était à attribuer à la France en général, et au maréchal Pétain en particulier. »
Après guerre, il commence une carrière dans la presse dans le journal L’Essor aux côtés de Maurice Clavel et épouse en décembre 1948 Anne Brossolette, la fille de Pierre Brossolette et de Gilberte Bruel, dont il divorcera en mai 1973. Il se remaria à deux reprises. La guerre d'Algérie et l'abandon de l'Algérie française par Charles de Gaulle vont contribuer à faire de lui un adversaire très résolu du gaullisme. Selon Noël Jacquemart, il sera même, avec René Malliavin, le journaliste le plus condamné pendant la présidence du général de Gaulle. Ses pamphlets Guide d'anti-cinquième et Charles le Dérisoire furent interdits, tandis que trois autres furent saisis : Le Général mourra, Figueras contre de Gaulle et Les Gaullistes vont en enfer.
En mai 1977, il signe un appel demandant l'arrêt de poursuites en cours contre le Groupe union défense.
Dans les années 1980, il gagne deux procès intentés par la Ligue internationale contre le racisme et l'antisémitisme et le Mouvement contre le racisme et pour l'amitié entre les peuples : en octobre 1983, lors d'une allocution à la Journée d'Amitié française, citant une phrase de Maurice Barrès, il déclara Nous sommes sous l'œil des Barbares et ajouta Les immigrés se reproduisent comme des lapins... L'avènement d'un président musulman nous guette. Il fut condamné en première instance pour incitation à la haine, puis relaxé par la Cour d'appel de Paris, le 26 mars 1986. Le pourvoi formé par la Licra et le MRAP fut rejeté par la Cour de cassation le 3 juillet 1987. En 1987 il gagne le procès en diffamation que la Licra lui a intenté pour avoir publié dans L'Opinion indépendante du Sud-Ouest, un article dans lequel il a écrit Les marais, en la circonstance présente, ce sont tous ces groupuscules qui foisonnent à Paris. Ce sont ces associations qui, sous couvert d'antiracisme, préparent le terrain à la subversion, en flanquant à ceux qui devraient la combattre la frousse idiote d'être traités de racistes.
Il est également l'auteur d'un roman sur la France de la Seconde Guerre mondiale, assez cynique et subversif, Pas de champagne pour les vaincus, célèbre notamment pour sa description réaliste et effrayante du lynchage mortel d'une prostituée par les comités d'épuration de la Libération.
Il s'associa plusieurs fois au caricaturiste Pierre Pinatel pour l'écriture de satires de la vie politique française, notamment Le Cirque socialiste.
En écrivant Ce Canaille de D…, il se range du côté des antidreyfusards. Beaucoup lui reprocheront d'avoir voulu rouvrir le dossier d'une affaire classée qui avait suscité de nombreux débats et avait coupé la France en deux en 1899. Figueras contestait la réhabilitation de Dreyfus au début du XXe siècle.
Bien qu'ayant conservé des amitiés à gauche (notamment avec Jean-Edern Hallier et Maurice Clavel), André Figueras a également été proche du catholicisme traditionaliste de Marcel Lefebvre et des mouvements anti-avortement. À partir des années 1980, il a soutenu Jean-Marie Le Pen, qui est d'ailleurs le parrain de sa fille.
En 1992, il fait partie du comité de parrainage de la bibliothèque privée Jeanne-d'Arc, sise à Paris, qui comprend des ouvrages anti-maçonniques, antisémites, négationnistes, ou « faisant l'apologie de Vichy ».
En 2001, il présente sa candidature à l'Académie française, au fauteuil de Jacques Laurent, sans succès.

### Descendance
L'un de ses deux fils, Olivier, collaborait au journal Présent, où il écrit sous le pseudonyme d'Olivier Mirande jusqu'à la mort de son père, et son autre fils, Raphaël, est moine bénédictin à l'abbaye du Barroux, dans le Vaucluse.

## Publications
- Marche à l'azur (Poésie, Jouve, 1945)
- Fernand Gregh, poète moderne (Jouve, 1946)
- Châteaux en azur (Poésie, Jouve, 1947)
- La Porte humaine (Poésie, Jouve, 1947)
- La France et le soleil (Poésie, Les Cahiers d'art et d'amitié. Mourousy, 1948)
- Mon cœur parmi son mal (Poésie, Le Rebec, hors commerce, 1949)
- Instantanés nerveux (Poésie, Le Rebec, hors commerce, 1950)
- Onze novembre (Poésie, Le Rebec, hors commerce, 1952)
- Jules Romains (« Poètes d'aujourd'hui », Seghers, 1952)
- L'humour jaune (Poésie, Seghers, 1953)
- André Soubiran et les « Hommes en blanc » (Segep, 1954)
- Dante, lumière du Moyen Age (1954)
- Moitié, moitié (Poésie, Seghers, 1954)
- Juif ou pas... (Poésie, hors commerce, 1955)
- Zoologie du Palais Bourbon (1956 - édition revue et augmentée en 1964)
- Objectif : France (Club Honneur et Patrie, hors commerce, 1956)
- Mourir pour rire (Poésie, Subervie, 1957)
- Poèmes patriotiques (Poésie, Subervie, 1958)
- Agnès, notre cœur (Roman. L'Inter, 1958)
- Algérie française (1959)
- Lyautey assassiné. La question marocaine (Volonté française, Fischbacher, 1959. Réimp. 1996)
- Nous sommes Frey ! La vérité sur l'UNR (1959)
- Faut-il rester en République ? (1960)
- Saint Bernard (La Table Ronde, 1960)
- Bretagne bretonne (Subervie, 1961)
- Les Origines étranges de la Ve République (1962)
- Les Pieds-Noirs dans le plat (1962)
- Guide d'anti-cinquième (1963)
- Charles le Dérisoire Pièce en 5 actes (1964. Réimp. 1979)
- Le Général mourra, Paris, La Librairie française, (1965)[14]
- Les gaullistes vont en enfer (1965)
- Raoul Salan, ex-général d'armée (La Table Ronde, 1965. Réimp. 2001, Didro, sous le titre Raoul Salan, général rebelle)
- Figueras contre De Gaulle (1965)
- Mes Condamnations (1966)
- Corrida de lieutenant (chant funèbre à la mémoire de Roger Degueldre) (Ed. du Midi, 1967. Réimp. 1978)
- C'est la faute à Paris (1968)
- Adjudant fisc (La Table Ronde, 1969)
- Raoul Salan : Lettres de prison, La Table Ronde, (1969)
- De Gaulle l'Impuissant (1970)
- L'affaire du Bazooka (La Table Ronde, 1970)
- J'accuse Michel Debré (1971)
- La République des gredins (1972)
- Scandale de la Résistance (1973)
- Faux résistants et vrais coquins (1974)
- La Croix de Lorraine qui tue (1975)
- Strictement confidentiel (1975)
- Marty sans laisser d'adresse (1976)
- Pamphlets interdits (2 volumes d'œuvres censurées) (Réunit en un volume la réédition de « Le général mourra » et « Les gaullistes vont en enfer ») (1976)
- Giscarnaval et Mitterandoignon (1976)
- La Gestapo fiscale (1977)
- De Laënnec à Saint-Nicolas-du-Chardonnet, le combat de Mgr Ducaud-Bourget (1977)
- Le Camarade cardinal (1977)
- Pétain, c'était De Gaulle (uchronie, préface de Jacques Isorni) (1979)
- Histoires surnaturelles (1980)
- Avorteurs et avortons (1980)
- Mitterrand dévoilé (1980)
- Pas de champagne pour les vaincus (roman) (1981)
- Les Derniers Jours de la patrie (suite de Pas de champagne pour les vaincus) (roman) (1982)
- Ce canaille de D…reyfus (1982)[15]
- Les résistants à la « Popaul » (1982)
- La France « aux Français » (1983)
- Le Cirque socialiste (1984)
- Les Catholiques de tradition (L'Orme Rond, 1984)
- Les monastères de tradition (tome 1 : Ils campent sur des ruines - tome 2 : L'espoir des fondations) (1984)
- Les funérailles de l'honneur (1984)
- Traité de balayage (1985)
- Philippe Pétain devant l'Histoire et la Patrie (1986)
- Le taureau par la queue (1986)
- L'adieu aux Juifs (1987)
- Les 4 secrets de Barbie (1987)
- Gloire à l'Armée d'Afrique (1987)
- Dernières nouvelles des salauds (1988)
- L'Affaire Dreyfus revue et corrigée, Paris, A. Figueras, (1989) [ (ISBN 2-905432-05-5)]
- Pétain et la Résistance (1989)
- Le roman noir du fisc ou l'impôt des Borgia (1990)
- Pour en finir avec le Général (1990)
- Onze amiraux dans l'ouragan (1991)
- Pétain et la Marine (1992)
- Mémoires intempestifs. Tome I (1992)
- Mémoires intempestifs. Tome II : Mi-Figueras, mi-raisin (1993)
- Dictionnaire analytique et critique de la Résistance (1994)
- Mes opinions indépendantes sur Pétain, Salan, Le Pen et quelques autres (1994)
- Pour l'amour de Dieu (1994)
- Mémoires intempestifs. Tome III : Le petit monde de Don Figueras (1995)
- La Fable d'Auschwitz et d'Abraham (1996)
- Pas d'Oradour à Saint-Amand-Montrond (1996)
- Tableau de la fausse résistance (1997)
- Dialogues politiquement incorrects (1998)
- Le Palimpseste de Vichy (1998)
- Aux environs de Petit-Goulag (1999)
- Le rendez-vous de Caluire. Qui a livré Jean Moulin ? (1999)
- Le fou de l'Élysée. La malédiction du Général (2000)
- Le sang de Hoche et le sang de Bayard (2000)
- Chroniques des années noires (2001)
- À une voix près… (2002)